# Готовцев, Алексей Иванович
Алексей Иванович Готовцев (23 февраля 1883 — октябрь 1969) — российский и советский военный деятель, генерал-лейтенант (1943), профессор, доктор военных наук.

## Биография
Родился в Ростове в семье фельдшера Ивана Савельевича Готовцева и Епистимии Петровны Готовцевой (Громовой).
Окончил Ярославскую мужскую гимназию (1901) и Санкт-Петербургское пехотное юнкерское училище (1902—1905); выпущен подпоручиком во 2-й Финляндский стрелковый полк. В 1911—1914 годах учился в Николаевской военной академии; окончил по 1-му разряду и был прикомандирован к штабу Иркутского военного округа.
С началом Первой мировой войны, в 1914 году назначен временно исполняющим должность (вр.и.д.) начальника штаба 3-й Закавказской казачьей бригады, с 1915 года — старший адъютант штаба 2-й Кавказской казачьей дивизии (Кавказский фронт), с 22 марта 1915 года — старший адъютант штаба 4-й Кавказской казачьей дивизии, затем начальник штаба боевых отрядов, с 21 июля 1916 года — старший адъютант штаба 6-го Кавказского армейского корпуса, с начала 1917 года — вр.и.д. помощника начальника отдела управления генерал-квартирмейстера штаба Кавказской армии, затем — вр.и.д. старшего адъютанта того же отдела, с 19 ноября 1917 года — начальник отделения управления генерал-квартирмейстера штаба Главнокомандующего войсками Кавказского фронта. 15 августа 1918 года был демобилизован.
В отставке жил в Тифлисе, занимался частной торговлей, с августа 1919 года — помощник заведующего складом Американского благотворительного общества в Тифлисе, с октября 1919 года — торговый агент в представительстве итальянской фирмы в Тифлисе.
В июле 1920 года поступил в распоряжение Военного отдела при Полномочном представителе РСФСР в Грузии. По линии Разведупра с января по июль 1921 года был в спецкомандировке в Константинополе, 29 июля 1921 года арестован англичанами и выслан в РСФСР — его выдали бывшие сослуживцы. 22 августа 1921 года вступил в РККА, направлен в распоряжение начальника 2-го отдела Развездупра, с 25 августа 1921 года — заведующий сектором Разведупра штаба РККА (до 15 июля 1921 года).
В августе 1921 года переходит на преподавательскую работу в Военную Академию РККА: групповой лектор, затем руководитель практических занятий стратегии и тактики, преподаватель тактики высших соединений. В начале 30-х годов стажировался в 46-м стрелковом полку 16-й стрелковой дивизии, вр.и.д. начальника штаба полка. С. П. Иванов, в то время служивший в том же полку, вспоминал:

«Алексей Иванович Готовцев, являясь преподавателем тактики высших соединений в Военной академии имени М. В. Фрунзе, находился в нашем полку на длительной стажировке. Это был всесторонне эрудированный военный специалист, окончивший еще в дореволюционные годы Академию Генерального штаба, участник первой мировой и гражданской войн. Отличала его и высокая общая культура. Благодаря этому, а также завидной работоспособности и пунктуальности А. И. Готовцев легко справлялся со своими обязанностями, поставил штабную службу в части на очень высокий уровень. При этом у него оставалось достаточно времени, чтобы помогать молодым, да и не очень молодым командирам углублять их профессиональные и общеобразовательные знания. Используя каждую свободную минуту для самообразования, Алексей Иванович и нам привил вкус к чтению военно-теоретической литературы. Он приучил нас запросто заходить к нему домой, когда встречались какие-либо трудности при осмыслении прочитанного. Здесь мы без соблюдения строгостей субординации, в непринужденной обстановке беседовали по самым разнообразным вопросам. Готовцев был нетерпим к тем, кто пренебрегал каждодневной работой над пополнением знаний.»— Иванов С. П. Штаб армейский, штаб фронтовой
С созданием в 1932 году Военно-Химической академии РККА перешёл в неё начальником кафедры управления войсками. С октября 1937 года работал в Академии Генштаба РККА старшим преподавателем, затем возглавил на ней кафедру.
Во время Великой Отечественной войны на той же должности. Кроме подготовки военных кадров занимался военно-научной работой, писал труды по методике, тактике и военной истории.
После войны, в 1945 году вышел в отставку (по другим данным, в августе 1955 года).
Умер Алексей Иванович Готовцев в Москве в октябре 1969 года, похоронен на Новодевичьем кладбище.

## Труды
- Готовцев А. И. Тактика. Летние прикладные занятия в поле: Действия стрелковой и кавалерийской дивизии с точки зрения управления войсками. — Москва, 1924.
- Готовцев А. И. Методика решения тактических задач: Оборонительные действия стрелковой дивизии (с точки зрения управления войсками). — Москва, 1926.
- Готовцев А. И. Наступление стрелковой дивизии (с точки зрения управления войсками). — Москва, 1926.
- Готовцев А. И. Тактические занятия на местности. — Москва: Военный вестник, 1927.
- Готовцев А. И. Победа Красной Армии на Карельском перешейке. — Москва: Госполитиздат, 1945.

## Семья
- Дочь — Пугачёва (Готовцева) Ия Алексеевна (1912—1995), вышла замуж за учёного В. С. Пугачёва (1911—1998).

## Воинские чины и звания
Российская империя
- подпоручик — (старшинство (ст.) 22.04.1905)
- поручик — (ст. 09.08.1908)
- штабс-капитан — (ст. 09.08.1912)
- капитан — (ст. 09.08.1914, позднее изменено на 09.08.1912, затем на 09.08.1911)
- подполковник — 15.08.1917
- полковник — 1918

СССР
- комбриг — 24.01.1936
- комдив — 20.02.1939
- генерал-майор — 04.06.1940
- генерал-лейтенант — 05.05.1943

## Награды
Российская империя
- Орден Святого Георгия 4-й степени (Приказ по Кавказскому фронту 27.03.1918 № 61)
- Георгиевское оружие (ПАФ 19.04.1917)
- Орден Святой Анны 4-й степени с надписью «За храбрость» (Приказ по Кавказской армии 1917)
- Орден Святого Владимира 4-й степени с мечами и бантом (Приказ по Кавказской армии 1916)
- Орден Святой Анны 2-й степени (ВП 28.12.1916)
- Орден Святого Станислава 2-й степени с мечами (ВП 25.12.1916)
- Орден Святой Анны 3-й степени (ВП 08.05.1914); мечи и бант к ордену (Приказ по Кавказской армии 1917)
- Орден Святого Станислава 3-й степени (ВП 06.12.1911)

СССР
- Орден Ленина (06.11.1945)
- два ордена Красного Знамени (03.11.1944[3]; 15.11.1950)
- два ордена Красной Звезды (22.02.1938; 22.02.1944)
- медали СССР